# توم دومولين
توم دومولين (بالهولندية: Tom Dumoulin، مواليد 11 نوفمبر 1990) دراج متسابق على الطرقات محترف هولندي في فريق سنويب.

## سباقات أو مراحل فاز بها
| التاريخ        | السباق                                                                           | المركز                                           |
| -------------- | -------------------------------------------------------------------------------- | ------------------------------------------------ |
| 01 يناير 2010  | Grand Prix du Portugal 2010                                                      | الفائز في التصنيف العام                          |
| 01 يناير 2011  | تريبتيك ديس مونتس إت شاتيوكس 2011                                                | الفائز في التصنيف العام                          |
| 13 أغسطس 2011  | طواف أين 2011                                                                    | التاسع في تصنيف أفضل شاب                         |
| 03 مارس 2012   | ستراد بينك 2012                                                                  | المرتبة 17 في التصنيف العام                      |
| 01 يناير 2013  | طواف أندلوسيا 2013                                                               |                                                  |
| 12 مارس 2013   | تيرينو ادرياتيكو 2013                                                            | العاشر في تصنيف الجبال، الخامس في تصنيف أفضل شاب |
| 21 يوليو 2013  | سباق طواف فرنسا 2013                                                             | الخامس في تصنيف أفضل شاب                         |
| 18 أغسطس 2013  | طواف إينكو 2013                                                                  | الثاني في التصنيف العام، الخامس في تصنيف النقاط  |
| 06 أكتوبر 2013 | طواف لومبارديا 2013                                                              | المرتبة 18 في التصنيف العام                      |
| 01 يناير 2014  | 2014 سباق الطريق ضد الساعة في بطولة العالم لسباق الدراجات على الطريق             |                                                  |
| 08 مارس 2014   | ستراد بينك 2014                                                                  | المرتبة 12 في التصنيف العام                      |
| 01 يونيو 2014  | طواف بلجيكا 2014                                                                 | الأول في تصنيف أفضل شاب، الثاني في التصنيف العام |
| 17 أغسطس 2014  | طواف إينكو 2014                                                                  | الأول في تصنيف النقاط، الثالث في التصنيف العام   |
| 07 سبتمبر 2014 | طواف ألبرتا 2014                                                                 |                                                  |
| 01 يناير 2015  | طواف سويسرا 2015                                                                 |                                                  |
| 22 يونيو 2016  | سباق الطريق ضد الساعة للرجال في بطولة هولندا 2016                                | الفائز في التصنيف العام                          |
| 10 أغسطس 2016  | سباق الدراجات الهوائية في الألعاب الأولمبية الصيفية 2016 – سباق الزمن على الطريق |                                                  |
| 01 يناير 2017  | طواف العالم للدراجات 2017                                                        |                                                  |
| 28 مايو 2017   | طواف إيطاليا 2017                                                                | الفائز في التصنيف العام                          |
| 21 يونيو 2017  | بطولة هولندا لسباق الدراجات ضد الزمن 2017                                        | الفائز في التصنيف العام                          |
| 13 أغسطس 2017  | طواف بينك بانك 2017                                                              | الفائز في التصنيف العام                          |
| 20 سبتمبر 2017 | سباق الزمن في بطولة العالم 2017                                                  | الفائز في التصنيف العام                          |
| 16 يونيو 2021  | سباق الطريق ضد الساعة للرجال في بطولة هولندا 2021                                | الفائز في التصنيف العام                          |

## روابط خارجية
- توم دومولين على موقع الاتحاد الدولي للدراجات (الإنجليزية)
- توم دومولين على موقع أرشيف الدراجات (الإنجليزية)
- توم دومولين على موقع إحصائيات الدراجات الإحترافية (الإنجليزية)
- توم دومولين على موقع نسبة الدراجات (الإنجليزية)
- توم دومولين على موقع CycleBase (الإنجليزية)
- توم دومولين على موقع اللجنة الأولمبية الدولية (الإنجليزية)
- توم دومولين على موقع أوليمبيديا (الإنجليزية)
- توم دومولين على موقع تيم أن.أل (الهولندية)
- توم دومولين على موقع AS.com (الإسبانية)